# باتنبرغ
باتنبرغ هسن (بالألمانية: Battenberg (Eder)) هي بلدة، مدينة و بلدة ألمانية تقع في ألمانيا في Waldeck-Frankenberg.

## المدن التوأمة
مدن Senonches، Romsey، Litvínov، Horní Jiřetín و لوب أوب زند هي مدن توأمة لـباتنبرغ هسن.